# Ерік Б'юрберґ
Ерік Б'юрберґ (швед. Erik Bjurberg, 1 червня 1895 — 22 червня 1976) — шведський велогонщик.
Бронзовий призер Олімпійських Ігор 1924 року в роздільній командній гонці.